# Voy Sobon
Voy Sobon – urodził się 13 grudnia 1961 r. – amerykański poeta, malarz, scenarzysta i reżyser filmowy.
Zadebiutował w 1979 r. tomikiem poetyckim „I am sorry that I dared” (Przepraszam, ze się ośmieliłem). Książka ta została wydana przez niezależne wydawnictwo w Berlinie Zachodnim, została przetłumaczona na wiele języków zyskując sobie niezwykłą popularność. W latach 80. Sobon poświęcił się malarstwu i rzeźbie. Jego prace były pokazywane w wielu europejskich galeriach i trafiły w ręce kolekcjonerów w Stanach Zjednoczonych i Japonii. W tym samym czasie zaczął swe niezwykłe eksperymenty z fotografią i reżyserią filmową. Jest autorem wszystkich scenariuszy swoich filmów.
W połowie lat 90. zyskał światowa sławę pisząc swój „Bad Words Dictionary and even worse expressions” (Słownik wyrazów brzydkich i jeszcze gorszych wyrażeń) wydana w Nowym Jorku przez Bona Fide Press. Książka ta została sprzedana w milionach egzemplarzy zyskując sobie miano kultowej.
Napisał także scenariusze czekające na ekranizacje: „Genet-Glory of a loser” (Genet-Chwala przegranego), „Kolbe”, „P.S. Genius”. Ostatnio pracuje nad projektem „Mandala”, który składa się z książki „Mandala-the source of dreams” (Mandala-źródło marzeń), filmu dokumentalnego „Mandalas of the world” (Mandale świata) i pokazu zdjęć pod tym samym tytułem.
Ożenił się z japońską pianistką i kompozytorem Michiho Wakabayashi.